# シティ5
『シティ5』（シティファイブ）は、近畿地方にあるコミュニティFMラジオ局5局が共同製作していたラジオ番組である。2004年10月から2006年9月まで放送されていた。

## 参加放送局一覧
- FMいかる（京都府綾部市）
- FM845（京都府京都市）
- FMうじ（京都府宇治市） - 2005年3月まで参加。
- きくFM（大阪府枚方市）
- ならどっとFM（奈良県奈良市）
- さくらFM（兵庫県西宮市） - 2005年4月から参加。